# オーエッチ工業
オーエッチ工業株式会社（オーエッチこうぎょう）は、大阪府東大阪市に本社をおく、作業工具と物流機器を主力とした工具を製造販売する企業である。

## 概要
主力製品はハンマーであり、工業用ハンマーではトップシェアを有する。元々は工業用のみを取り扱っていたが、工場の自動化などにより将来の需要が見込めないことから、1980年代より日曜大工用品（DIY）市場に進出。ホームセンター向けに家庭用ハンマーなどを製造している。
工業用では1982年に国内で初めてウレタンゴムを使ったハンマーを開発している。家庭用では1987年に女性向けにピンクやブルーなどのカラーハンマーを商品化した。ハンマー以外では大手メーカーや物流業者向けの荷造り機やホームセンター向けの落下防止用ホルダーなどを開発している。

## お好み焼き店の経営
オーエッチ工業は1980年代にお好み焼き店を経営していたことがある。かつて同社は工業用ハンマーの輸出にも力を入れており、アメリカ合衆国では連邦規格に合格し、「OHブランド」として知名度のあるメーカーであったが、円高や新興工業国の追い上げにより取引が減少し、海外市場から撤退。余剰人員の雇用確保の為、従業員を1年ほど修行に出させ、カフェバー風のお好み焼き店、「お好みハウス一〇一」を開業した。
同店は近鉄奈良線東花園駅の近くにあり、建物は洋風レストランのような造りであったという。

## 沿革
- 1946年 大阪府大阪市玉造にて、清水吉則が創業。
- 1954年 株式会社として設立登記。
- 1962年 本社・工場を現在地に移転。
- 1964年 オーエッチ工業株式会社に社名変更。
- 1985年 荷締機の製造を開始。
- 1986年 キャスターの製造を開始。
- 1989年 現在の本社・工場・物流倉庫を竣工。
- 1990年 ベルト荷締機の縫製工場新設。
- 1991年 鍛造工場を改修、金型工場新設。
- 2000年 レバーホイスト製造を開始。リサイクル物流部新設。
- 2002年 チューンホイスト製造を開始。
- 2005年 ISO 14001を取得。
- 2012年 ISO 9001を取得。

## 主な商品
- ハンマー
- キャスター
- 荷締機（ワイヤー荷締機、ベルト荷締機）
- パレットベルトシステム
- スリングベルト
- 落下防止・紛失防止用ホルダー